# Fatou Bintou Fall
Pour les articles homonymes, voir Fall.
Fatou Bintou Fall (née le 23 août 1981 à Tivaouane) est une athlète sénégalaise, championne d'Afrique du 400 mètres en 2004 à Brazzaville.

## Biographie
Sa participation aux Jeux olympiques d'été de 2008 à Pékin était prévue, mais elle déclare forfait le 11 juillet 2008.
Elle est la petite-nièce du sprinteur Amadou Gakou.

## Palmarès
| Date | Compétition             | Lieu        | Place | Épreuve    |
| ---- | ----------------------- | ----------- | ----- | ---------- |
| 2003 | Jeux africains          | Abuja       | 1re   | 400 mètres |
| 2004 | Championnats d'Afrique  | Brazzaville | 1re   | 400 mètres |
| 2005 | Universiade d'été       | Izmir       | 2e    | 400 mètres |
| 2005 | Jeux de la Francophonie | Niamey      | 2e    | 400 mètres |
| 2009 | Jeux de la Francophonie | Beyrouth    | 2e    | 400 mètres |
| 2009 | Universiade             | Belgrade    | 1re   | 400 mètres |
| 2009 | Universiade             | Belgrade    | 3e    | 4 x 400 m  |